# Vernantes
Vernantes est une commune française située dans le département de Maine-et-Loire, en région Pays de la Loire.

## Géographie

### Localisation
Commune angevine du Baugeois, Vernantes se situe au nord-ouest de Vernoil-le-Fourrier, sur les routes D 53, Saint-Philbert-du-Peuple, D 58, Mouliherne / Vernoil-le-Fourrier, et D 767, Linières-Bouton.
Vernantes se situe sur l'unité paysagère du Plateau du Baugeois.

### Climat
Pour des articles plus généraux, voir Climat des Pays de la Loire et Climat de Maine-et-Loire.
En 2010, le climat de la commune est de type climat océanique altéré, selon une étude du CNRS s'appuyant sur une série de données couvrant la période 1971-2000. En 2020, Météo-France publie une typologie des climats de la France métropolitaine dans laquelle la commune est exposée à un climat océanique et est dans la région climatique Moyenne vallée de la Loire, caractérisée par une bonne insolation (1 850 h/an) et un été peu pluvieux.
Pour la période 1971-2000, la température annuelle moyenne est de 11,8 °C, avec une amplitude thermique annuelle de 14,7 °C. Le cumul annuel moyen de précipitations est de 634 mm, avec 11 jours de précipitations en janvier et 6,1 jours en juillet. Pour la période 1991-2020, la température moyenne annuelle observée sur la station météorologique de Météo-France la plus proche, sur la commune de Saint-Nicolas-de-Bourgueil à 13 km à vol d'oiseau, est de 12,5 °C et le cumul annuel moyen de précipitations est de 612,8 mm,. Pour l'avenir, les paramètres climatiques de la commune estimés pour 2050 selon différents scénarios d'émission de gaz à effet de serre sont consultables sur un site dédié publié par Météo-France en novembre 2022.

## Urbanisme

### Typologie
Au 1er janvier 2024, Vernantes est catégorisée commune rurale à habitat dispersé, selon la nouvelle grille communale de densité à sept niveaux définie par l'Insee en 2022.
Elle appartient à l'unité urbaine de Vernantes, une agglomération intra-départementale regroupant deux  communes, dont elle est ville-centre,,. Par ailleurs la commune fait partie de l'aire d'attraction de Saumur, dont elle est une commune de la couronne,. Cette aire, qui regroupe 31 communes, est catégorisée dans les aires de 50 000 à moins de 200 000 habitants,.

### Occupation des sols
L'occupation des sols de la commune, telle qu'elle ressort de la base de données européenne d’occupation biophysique des sols Corine Land Cover (CLC), est marquée par l'importance des territoires agricoles (60,3 % en 2018), en diminution par rapport à 1990 (64,1 %). La répartition détaillée en 2018 est la suivante : 
forêts (37,1 %), terres arables (36,8 %), zones agricoles hétérogènes (16,4 %), prairies (7,1 %), zones urbanisées (2,7 %). L'évolution de l’occupation des sols de la commune et de ses infrastructures peut être observée sur les différentes représentations cartographiques du territoire : la carte de Cassini (XVIIIe siècle), la carte d'état-major (1820-1866) et les cartes ou photos aériennes de l'IGN pour la période actuelle (1950 à aujourd'hui).

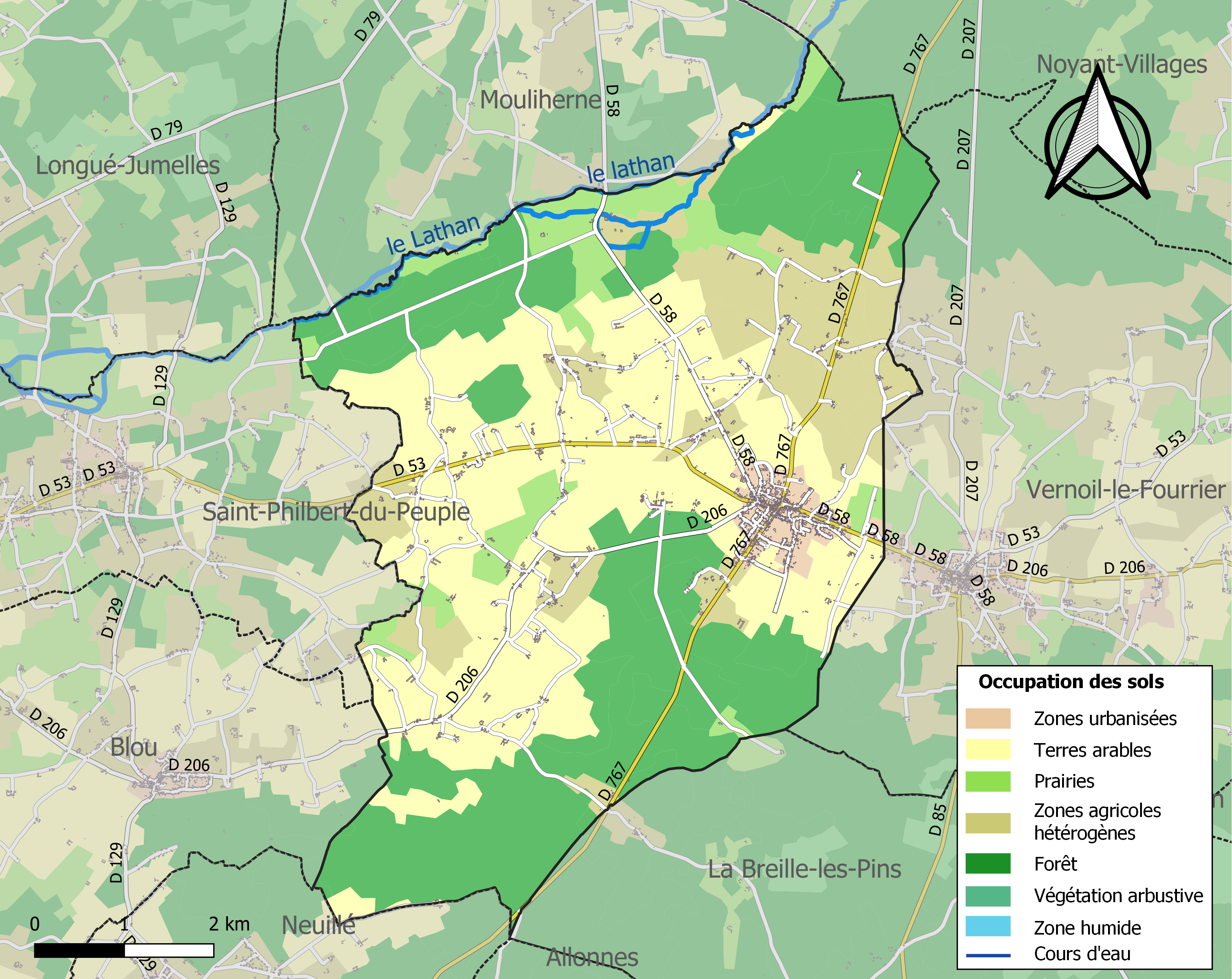
Carte des infrastructures et de l'occupation des sols de la commune en 2018 (CLC).

## Toponymie et héraldique

### Toponymie
Le nom de Vernemeta est attesté sur des monnaies mérovingiennes, issu d'un toponyme gaulois *Ver-nemetā, « Grands temples » (tout comme Vernante dans le Piémont italien), avec le radical celtique *ver-, « au-dessus de, supérieur ».

### Héraldique
| Vernantes | Héraldique : D'argent, à trois roses de gueules boutonnées d'or. |

## Histoire
Au XVIIIe siècle, Vernantes dépend en grande partie de la sénéchaussée de Baugé, et pour l'ensemble, de l'élection de cette même ville.

## Politique et administration

### Administration municipale
| Période                                  | Période                   | Identité                                       | Étiquette | Qualité                                                                       |
| ---------------------------------------- | ------------------------- | ---------------------------------------------- | --------- | ----------------------------------------------------------------------------- |
| 1787                                     |                           | Dom Claude-Marie Brocard                       |           | Syndic de la municipalité en 1787 Maire en 1790 Prieur de l'abbaye du Louroux |
| an II                                    | 1800                      | F.-Ch. Faifeu                                  |           |                                                                               |
| floréal an II (avril-mai 1794)           | Ier messidor an VIII      | Jacques Allain                                 |           | Tonnelier                                                                     |
| 3 pluviôse an XIII                       | 1830                      | Charles-Louis-François de Maillé-la-Tourlandry |           |                                                                               |
| 2 octobre 1830                           | 1870                      | Félix-Auguste Champneuf                        |           | Propriétaire                                                                  |
| 1870                                     | 1888                      | Victor Perrigault                              |           | Médecin                                                                       |
| 1888                                     | 1895                      | Prosper Lemesle                                |           |                                                                               |
| 1895                                     | 1909                      | Clément Renard                                 |           |                                                                               |
| 1909                                     | 1925                      | Prosper Benon                                  |           |                                                                               |
| 1925                                     | 1945                      | Auguste Huard                                  |           |                                                                               |
| 1945                                     | 1955                      | Pierre Chapron                                 |           | Négociant en grains                                                           |
| 1955                                     | 1959                      | Pierre Chapron fils                            |           |                                                                               |
| 1959                                     | mars 1971                 | Auguste Taveau                                 |           |                                                                               |
| mars 1971                                | mars 1977                 | Roger Frétigny                                 |           | Médecin                                                                       |
| mars 1977                                | mars 1983                 | Étienne François                               |           |                                                                               |
| mars 1983                                | avril 1993 (démission)    | Robert Beillard (1921-2016)                    |           | Agriculteur                                                                   |
| avril 1993                               | 2001                      | Jean-Michel Dequidt                            | DVD       | Notaire                                                                       |
| mars 2001                                | mars 2014                 | Thierry Lambert                                |           | Agriculteur                                                                   |
| mars 2014                                | 26 mai 2020               | Étienne Moreau                                 | DVD       | Retraité de l’agriculture                                                     |
| 26 mai 2020                              | En cours (au 27 mai 2020) | Thierry Papot                                  |           | Comptable, ancien adjoint                                                     |
| Les données manquantes sont à compléter. |                           |                                                |           |                                                                               |

### Rattachements administratifs et électoraux

#### Circonscriptions de rattachement
La commune fait partie du canton de Longué-Jumelles et de l'arrondissement de Saumur.
Jusqu'en 2014, le canton de Longué-Jumelles compte huit communes, dont Vernantes. Dans le cadre de la réforme territoriale, un nouveau découpage territorial pour le département de Maine-et-Loire est défini par le décret du 26 février 2014. La commune reste rattachée à ce même canton de Longué-Jumelles, avec une entrée en vigueur au renouvellement des assemblées départementales de 2015.

#### Intercommunalité
La commune est membre de la communauté d'agglomération Saumur Val de Loire. La commune était précédemment membre de la communauté de communes Loire Longué, elle-même membre du syndicat mixte Pays des Vallées d'Anjou.

## Population et société

### Démographie

#### Évolution démographique
L'évolution du nombre d'habitants est connue à travers les recensements de la population effectués dans la commune depuis 1793. Pour les communes de moins de 10 000 habitants, une enquête de recensement portant sur toute la population est réalisée tous les cinq ans, les populations de référence des années intermédiaires étant quant à elles estimées par interpolation ou extrapolation. Pour la commune, le premier recensement exhaustif entrant dans le cadre du nouveau dispositif a été réalisé en 2005.

En 2022, la commune comptait 2 006 habitants, en évolution de +0,8 % par rapport à 2016 (Maine-et-Loire : +2,12 %, France hors Mayotte : +2,11 %).
| 1793  | 1800  | 1806  | 1821  | 1831  | 1836  | 1841  | 1846  | 1851  |
| ----- | ----- | ----- | ----- | ----- | ----- | ----- | ----- | ----- |
| 2 000 | 1 879 | 1 850 | 1 926 | 1 951 | 1 912 | 2 056 | 1 966 | 1 989 |

| 1856  | 1861  | 1866  | 1872  | 1876  | 1881  | 1886  | 1891  | 1896  |
| ----- | ----- | ----- | ----- | ----- | ----- | ----- | ----- | ----- |
| 2 031 | 2 064 | 2 083 | 1 947 | 1 965 | 1 906 | 1 964 | 1 958 | 1 951 |

| 1901  | 1906  | 1911  | 1921  | 1926  | 1931  | 1936  | 1946  | 1954  |
| ----- | ----- | ----- | ----- | ----- | ----- | ----- | ----- | ----- |
| 1 925 | 1 865 | 1 956 | 1 888 | 1 828 | 1 812 | 1 784 | 1 832 | 1 738 |

| 1962  | 1968  | 1975  | 1982  | 1990  | 1999  | 2005  | 2006  | 2010  |
| ----- | ----- | ----- | ----- | ----- | ----- | ----- | ----- | ----- |
| 1 721 | 1 808 | 1 715 | 1 696 | 1 749 | 1 852 | 1 841 | 1 856 | 1 982 |

| 2015  | 2020  | 2022  | - | - | - | - | - | - |
| ----- | ----- | ----- | - | - | - | - | - | - |
| 1 988 | 1 993 | 2 006 | - | - | - | - | - | - |

#### Pyramide des âges
En 2018, le taux de personnes d'un âge inférieur à 30 ans s'élève à 31,4 %, soit en dessous de la moyenne départementale (37,2 %). À l'inverse, le taux de personnes d'âge supérieur à 60 ans est de 32,0 % la même année, alors qu'il est de 25,6 % au niveau départemental.
En 2018, la commune compte 987 hommes pour 1 005 femmes, soit un taux de 50,45 % de femmes, légèrement inférieur au taux départemental (51,37 %).
Les pyramides des âges de la commune et du département s'établissent comme suit.
| Hommes | Classe d’âge | Femmes |
| ------ | ------------ | ------ |
| 1,0    | 90 ou +      | 3,9    |
| 9,0    | 75-89 ans    | 12,2   |
| 19,6   | 60-74 ans    | 18,3   |
| 21,6   | 45-59 ans    | 17,5   |
| 17,1   | 30-44 ans    | 17,1   |
| 13,6   | 15-29 ans    | 13,4   |
| 18,1   | 0-14 ans     | 17,7   |

| Hommes | Classe d’âge | Femmes |
| ------ | ------------ | ------ |
| 0,9    | 90 ou +      | 2,1    |
| 7      | 75-89 ans    | 9,5    |
| 16,2   | 60-74 ans    | 16,9   |
| 19,4   | 45-59 ans    | 18,7   |
| 18,2   | 30-44 ans    | 17,5   |
| 18,8   | 15-29 ans    | 17,6   |
| 19,5   | 0-14 ans     | 17,6   |

## Économie
Sur 160 établissements présents sur la commune à fin 2010, 23 % relèvent du secteur de l'agriculture (pour une moyenne de 17 % sur le département), 8 % du secteur de l'industrie, 6 % du secteur de la construction, 48 % de celui du commerce et des services et 16 % du secteur de l'administration et de la santé. Fin 2015, sur les 142 établissements actifs, 18 % relèvent du secteur de l'agriculture (pour 11 % sur le département), 8 % du secteur de l'industrie, 7 % du secteur de la construction, 51 % de celui du commerce et des services et 17 % du secteur de l'administration et de la santé.

## Culture locale et patrimoine

### Lieux et monuments
Édifices patrimoniaux :
- L'ancienne abbaye de Louroux.
- Le château de Jalesne.
- Le château du Louroux.
- L'ancienne église[33].

### Personnalités liées à la commune
- Eugène Livet (1820-1913), né dans la commune, éducateur français, précurseur de l'enseignement technique. Un lycée technique de Nantes porte son nom[17].